# 新宿アウトロー ぶっ飛ばせ
『新宿アウトロー ぶっ飛ばせ』（しんじゅくアウトローぶっとばせ）は、1970年に日活で製作された、藤田敏八監督、渡哲也主演のアクション映画。

## キャスト
- 西神勇次(シニガミ[5]) : 渡哲也
- 松方直：原田芳雄
- 笑子：梶芽衣子
- サソリ ：成田三樹夫
- 力哉：沖雅也
- 湯浅：今井健二
- かほる：中島葵
- 神子 : 原田千枝子
- 小野 : 光沢でんすけ
- ガリバー : 小野俊也
- 菅野 : 溝口拳
- 尾形 : 深江章喜

## 同時上映
- 『高校生番長 深夜放送』